# Willem de Famars Testas
Pour les articles homonymes, voir Testa.
Willem de Famars Testas (30 août 1834, Utrecht - 24 mars 1896, Arnhem), est un peintre néerlandais du XIXe siècle, spécialisé dans l'orientalisme.

## Biographie
Les Testas, d'origine protestante, vivaient à Bordeaux jusqu'à la révocation de l'Édit de Nantes, puis émigrent pour devenir commerçants aux Pays-Bas. En 1856, ils ajoutent l'extension de Famars à leur nom.
Willem Testas apprend à peindre auprès de Jacobus Josephus Everhardus van den Berg et étudie à l'Académie de dessin à La Haye en 1851-1856. Il voyage en Égypte en 1858-1860 dans le cadre d'une mission scientifique en compagnie de son lointain parent l'explorateur français Émile Prisse d'Avesnes et du photographe Athanase Jarrot. Il y retourne en 1868 avec Gérôme et Bonnat. Il devient membre de la société artistique Schilder-en teekengenootschap Kunstliefde à Utrecht. Il vit à Bruxelles entre 1872 et 1885. Ses enfants - Henry Baudouin (1883-1942) et Marie-Madeleine (1885-1945) - sont également peintres.